# San Elizario
San Elizario és una concentració de població designada pel cens dels Estats Units a l'estat de Texas. Segons el cens del 2009 tenia 13.524 habitants.

## Demografia
Segons el cens del 2000, San Elizario tenia 11.046 habitants, 2.624 habitatges, i 2.440 famílies. La densitat de població era de 429,5 habitants per km².
Dels 2.624 habitatges en un 67,3% hi vivien nens de menys de 18 anys, en un 73,8% hi vivien parelles casades, en un 15,2% dones solteres, i en un 7% no eren unitats familiars. En el 6,3% dels habitatges hi vivien persones soles el 2,1% de les quals corresponia a persones de 65 anys o més que vivien soles. El nombre mitjà de persones vivint en cada habitatge era de 4,21 i el nombre mitjà de persones que vivien en cada família era de 4,4.
Per edats la població es repartia de la següent manera: un 42,3% tenia menys de 18 anys, un 11% entre 18 i 24, un 28,6% entre 25 i 44, un 13,4% de 45 a 60 i un 4,7% 65 anys o més.
L'edat mediana era de 22 anys. Per cada 100 dones de 18 o més anys hi havia 94,4 homes.
La renda mediana per habitatge era de 20.145$ i la renda mediana per família de 20.772$. Els homes tenien una renda mediana de 16.689$ mentre que les dones 12.648$. La renda per capita de la població era de 5.915$. Aproximadament el 40,2% de les famílies i el 44,5% de la població estaven per davall del llindar de pobresa.

## Poblacions més properes
El següent diagrama mostra les poblacions més properes.